# Karl Obermeier
Karl Obermeier (* 8. September 1949 in Eitensheim) ist ein ehemaliger deutscher Fußballspieler.

## Karriere
Seine Fußball-Karriere in den 1970er und 1980er Jahren war das Produkt guter Sichtung und Nachwuchsarbeit.
Christian Grimm, damals Jugendtrainer beim MTV Ingolstadt, holte ihn bereits als 16-Jährigen vom SV Eitensheim zu den Lilaweißen. Dort fasste der wuchtige und kopfballstarke Stürmer schnell Fuß und machte auch als Bayernauswahlspieler (12 Einsätze, 6 Tore) auf sich aufmerksam. 1970 gewann er mit dem Amateurteam Bayerns den Amateur-Länderpokal (DFB), so wurde der FC Augsburg auf ihn aufmerksam. Mit 22 Jahren wechselte Obermeier in die Fuggerstadt und stieg mit dem FC Augsburg auf Anhieb als Bayernliga-Meister in die Regionalliga auf. Mit Horst Blechinger, Karl Obermeier, Günter Meyer und Günter Heigl standen seinerzeit vier Ingolstädter im damaligen FCA-Team.
Für Obermeier begann in Augsburg eine erfolgreiche Zeit. Mit 25 Treffern wurde der Eitensheimer in der Saison 1973/74 an der Seite des früheren Nationalspielers Helmut Haller Torschützenkönig der Fußball-Regionalliga Süd und Regionalligameister, was den Aufstieg in die 2. Fußball-Bundesliga bedeutete.
Drei Jahre lang waren Obermeier und der einstige Italien-Legionär des FC Bologna und Juventus Turin Teamkameraden. „Wir hatten eine tolle Kameradschaft. Weil ich alleine in Augsburg wohnte, hat mich Haller am Sonntag häufiger zum Essen eingeladen“, erinnert sich Obermeier zurück.
Als Max Merkel 1976 als Trainer zum FCA kam, erfuhr die Karriere Obermeiers einen Einschnitt: „Der hat so hart trainiert, dass ich das einfach nicht mehr gepackt habe. Ich habe während meiner Karriere immer voll gearbeitet“, sagt Obermeier.
Vor die Wahl gestellt, Fußballprofi zu werden oder Postbeamter zu bleiben, entschied sich der damals 27-Jährige für den sicheren Beruf. Davon profitierte der MTV Ingolstadt, zu dem Obermeier zurückkehrte. Nach einer damals obligatorischen Sperre holte er sich in der Saison 1977/78 die Torjägerkanone in der Fußball-Bayernliga  und schaffte mit dem MTV den Aufstieg in die 2. Bundesliga Süd. Mit Georg Weißberger und Richard Stöckle an der Seite hielt der Mittelstürmer in der Spielzeit 1978/79 die Klasse, ehe es ein Jahr später doch wieder in die Bayernliga zurückging.
Obermeier spielte insgesamt fünf Jahre in der 2. Bundesliga Süd. Er bestritt 81 Spiele und erzielte insgesamt 22 Toren. Bedingt durch einen Knorpelschaden erwog Obermeier 1979 vorübergehend ein Karriereende. Dennoch schnürte er für die Lilaweißen weiter die Fußballschuhe bis 1982. Er wurde mit 1980/81 mit dem MTV nochmals Bayernliga-Meister und hängte danach noch ein Jahr beim SV Karlshuld an – dann war 1983 endgültig Schluss mit dem aktiven Fußball.
Heute lebt der pensionierte Postbeamte zurückgezogen in seinem Heimatort Eitensheim.